# Густаф Естландер
Густаф Естландер (18 вересня 1876 , Гельсінкі  — 1 грудня 1930 , Стокгольм )(фін. Gustaf Estlander) — фінський архітектор, дизайнер спортивних яхт і ковзаняр.
Учасник чемпіонатів світу 1896, 1898 і Європи 1897, 1898, 1899 рр. з ковзанярського спорту (виступав за збірну Російської імперії). На Чемпіонаті Європи з ковзанярського спорту 1898 в Гельсінгфорсі виграв всі чотири дистанції, ставши абсолютним переможцем європейської першості. Ще тричі посідав другу сходинку п'єдесталу пошани на Чемпіонаті Світу-1896 (Санкт-Петербург) і Чемпіонату Європи з ковзанярського спорту 1897 та Чемпіонату Європи з ковзанярського спорту 1899.
Він спроектував декілька будівель в Гельсінкі до переїзду до Швеції в 1920 році. Також змінив своє громадянство, щоб мати можливість проектувати яхти, що представляють Швецію у міжнародних регатах.